# "Weird Al" Yankovic's Greatest Hits
"Weird Al" Yankovic's Greatest Hits é a terceira coletânea do músico norte-americano "Weird Al" Yankovic, lançada em 1988 pela gravadora Scotti Brothers Records.
| Críticas profissionais                                                      | Críticas profissionais |
| Avaliações da crítica                                                       | Avaliações da crítica  |
| Fonte                                                                       | Avaliação              |
| --------------------------------------------------------------------------- | ---------------------- |
| allmusic                                                                    | [ 1 ]                  |
| Esta tabela precisa de ser acompanhada por texto em prosa. Consulte o guia. |                        |

## Faixas
1. "Fat" - 3:55
2. "Eat It" - 3:19
3. "Like a Surgeon" - 3:29
4. "Ricky" - 2:35
5. "Addicted to Spuds" - 3:46
6. "Living with a Hernia" - 3:18
7. "Dare to Be Stupid" - 3:24
8. "Lasagna" - 2:45
9. "I Lost on Jeopardy" - 3:26
10. "One More Minute" - 4:02